# Dirphia agis
Dirphia agis är en fjärilsart som beskrevs av Pieter Cramer 1775. Dirphia agis ingår i släktet Dirphia och familjen påfågelsspinnare. Inga underarter finns listade i Catalogue of Life.